# Ługów (Lublin)
Pour les articles homonymes, voir Ługów.
Ługów (prononciation : [ˈwuɡuf]) est un village polonais de la gmina de Jastków dans le powiat de Lublin de la voïvodie de Lublin dans l'est de la Pologne.
Il se situe à environ 9 kilomètres à l'ouest de Jastków (siège de la gmina) et 17 kilomètres à l'ouest de Lublin (siège du powiat et capitale de la voïvodie).
Le village compte approximativement une population de 430 habitants.

## Histoire
De 1975 à 1998, le village est attaché administrativement à l'ancienne Voïvodie de Lublin.

Depuis 1999, il fait partie de la nouvelle voïvodie de Lublin.